# Ústup
Ústup (en allemand : Austup) est une commune du district de Blansko, dans la région de Moravie-du-Sud, en République tchèque. Sa population s'élevait à 44 habitants en 2020.

## Géographie
Ústup se trouve à 4 km à l'est-nord-est du centre d'Olešnice, à 26 km au nord-nord-ouest de Blansko, à 43 km au nord-nord-ouest de Brno et à 157 km à l'est-sud-est de Prague.
La commune est limitée par Kněževes au nord, par Křetín à l'est, par Rozsíčka au sud et par Olešnice à l'ouest.

## Histoire
La première mention écrite de la localité date de 1374.